# Grünloris
Die Grünloris (Psitteuteles) sind eine Papageiengattung aus der Unterfamilie der Loris. Es sind kleine Papageien mit kurzen, abgestuften Schwänzen, die aus schmalen, zugespitzten Federn bestehen. Es herrscht ein mäßiger Sexualdimorphismus vor. Das Gefieder der Jungvögel ist stumpfer gefärbt als bei den Altvögeln. Die Verbreitung erstreckt sich von Indonesien über Neuguinea bis nach Australien. 

## Systematik
Es werden drei Arten unterschieden, die auf den Kleinen Sunda-Inseln, auf Neuguinea und im nördlichen Australien beheimatet sind.
Die Vertreter dieser Gattung wurden zeitweise in die Gattung der Keilschwanzloris (Trichoglossus) klassifiziert.
| Deutscher Name | Wissenschaftlicher Name              | Verbreitung                                                                                             | Gefährdungsstufe Rote Liste der IUCN                   | Anmerkungen | Bild                                |
| -------------- | ------------------------------------ | --- | ------------------------------------------------------ | --- | ----------------------------------- |
| Buntlori       | Psitteuteles versicolor (Lear, 1831) | Kimberley-Region in Western Australia östlich bis zur Küste des nordöstlichen Queensland                | (Least Concern – nicht gefährdet)                      | monotypisch Der Buntlori erreicht eine Größe von 19 Zentimeter. Das Gefieder ist hauptsächlich grün mit kurzen gelben Längsstreifen. Die Zügel, die Stirn und der Oberkopf sind rot. Der Schnabel ist rot. Die unbefiederten Augenringe sind weiß. Die Zügel sind unbefiedert. Die Iris ist orangegelb. Die Oberbrust ist malvenfarben mit gelben Längsstreifen. Die Beine sind blaugrau. Die Weibchen sind stumpfer und haben einen weniger rot gefärbten Kopf. | Buntlori (Psitteuteles versicolor)  |
| Irislori       | Psitteuteles iris (Temminck, 1835)   | auf den Inseln Timor und Wetar                                                                          | (Near Threatened – potenziell gefährdet, Vorwarnliste) | 3 Unterarten: Psitteuteles iris iris (Temminck, 1835) Rubinkappen-Irislori (Psitteuteles iris rubripileum (Salvadori, 1891)) Wetar-Irislori (Psitteuteles iris wetterensis (Hellmayr, 1912)) Der Irislori erreicht eine Größe von 20 bis 22 Zentimeter. Das Gefieder ist überwiegend grün mit hellgrünen Querstreifen an der Unterseite. Der Oberkopf ist rot und ein violettes Band erstreckt sich von den Augen über die Ohren. Der Schnabel ist rotorange. Die Iris ist orange und die Beine sind blaugrau. Bei den Weibchen ist die Rotfärbung am Kopf heller und weniger intensiv. Das Ausmaß und die Abstufung der roten und violetten Färbung am Kopf variiert zwischen den drei Unterarten. | Irislori (Psitteuteles iris)        |
| Veilchenlori   | Psitteuteles goldiei (Sharpe, 1882)  | Neuguinea von den Weyland Mountains in West-Papua bis zum südöstlichen Papua und auf der Huon-Halbinsel | (Least Concern – nicht gefährdet)                      | monotypisch Der Veilchenlori erreicht eine Größe von 19 Zentimeter. Das Gefieder ist überwiegend grün. Auf der gelbgrünen Unterseite sind dunkelgrüne Längsstreifen zu erkennen. Die Männchen haben eine intensivere Rotfärbung am Oberkopf als die Weibchen. Der Hinterkopf ist blau. Die Wangen sind überwiegend malvenfarben und blau. Der Schnabel ist Schwarz. Die Iris ist braun. Die Beine sind grünlichbraun. | Veilchenlori (Psitteuteles goldiei) |

Die Gattung Psitteuteles ist seit 2020 monotypisch und umfasst nur noch den Buntlori, der Irislori gehört jetzt zur neu eingeführten Gattung Saudareos, der Veilchenlori ist die einzige Art der Gattung Glossoptilus.